# Bataille de Tighina
Guerre du Dniestr
La bataille de Tighina, également connue sous le nom de Bender-Tighina (roumain : bătălia de la Tighina ; russe : Битва за Бендеры) est un affrontement qui s'est déroulé du 19 au 21 juin 1992, opposant la Moldavie (soutenue par des volontaires, avec des armes en partie fournies par la Roumanie) à la république sécessionniste de Transnistrie (officiellement « République moldave du Dniestr » ou RMD, État séparatiste non reconnu par la communauté internationale qui a déclaré son indépendance de la Moldavie et s'est appuyé sur le soutien militaire direct de la Russie).

## Déroulement
La bataille s'est déroulée à Bender-Tighina, ville de la rive ouest du Dniestr et important nœud ferroviaire contrôlant les liaisons entre la Moldavie et Odessa.
Tighina est le théâtre du principal affrontement de la Guerre du Dniestr, l'autre étant la centrale hydroélectrique (en) de Dubăsari. La bataille, qui s'est déroulée dans les faubourgs de la ville, est l'incident le plus sanglant et le plus important du conflit.
Concernant les affrontements du 19-20 juin, les médias russes ont accusé les troupes moldaves de s'être livrées à des exécutions sommaires de civils et d'avoir pris pour cible des ambulances. Le 3 juillet 1992, le cessez-le-feu étant en négociation, la journaliste française d'origine moldave Olga Căpățînă filme un tir transnistrien d'artillerie qui anéantit un car de civils (surtout des femmes), trois autres véhicules, une vedette des garde-frontières moldaves et quelques maisons à proximité de la forêt de Hârbovăț/Гербовецкий (limite ouest de Bender-Tighina) : les artilleurs du groupe opérationnel des forces russes en Transnistrie, voyant du mouvement, pensaient tirer sur « d'importantes concentrations de forces moldaves » et les tirs font, selon Olga Căpățînă, 112 morts. Selon les témoignages qu'elle a recueillis, de nombreux civils ont péri, non pour avoir été sciemment mitraillés, mais parce que les combattants tiraient en aveugle sur les positions adverses.
Olga Căpățînă affirme que le nombre des victimes de la guerre du Dniestr s'élève à environ 3 500 morts et autant de blessés, et non 6 000 à 8 000 morts comme l'ont affirmé les médias tant moldaves que russes ; elle note qu'il y a eu dans chaque armée des russophones et des roumanophones mélangés, et qu'il ne s'agit pas d'un conflit « ethnique » entre Roumains et Russes comme cela a été présenté en Occident, mais d'un conflit géopolitique entre la Moldavie et la Russie pour le contrôle des industries et des voies de communication du Dniestr.
Quoi qu'il en soit, la Transnistrie bénéficia tout au long de la guerre de l'aide des troupes régulières russes et de la 14e armée de la Garde, qui fournit aux forces armées de Transnistrie des armes et des munitions, indispensables à la victoire des séparatistes. En réponse à la présence de troupes russes sur le territoire moldave, le président moldave Mircea Snegur demanda des sanctions internationales contre la Russie à l'Organisation des Nations Unies (ONU). Cette demande ne fut pas votée.

## Issue
Le 21 juillet 1992, la Moldavie et la Russie signent un cessez-le-feu qui met fin à la guerre de Transnistrie, mais non au conflit de Transnistrie puisque le gouvernement moldave n'a jamais pu exercer son autorité sur Bender-Tighina, contrôlée de facto par la Transnistrie, alors que de jure la ville fait partie de la région autonome du Dniestr. Le Groupe opérationnel des forces russes en Transnistrie veille au maintien de ce statu quo.

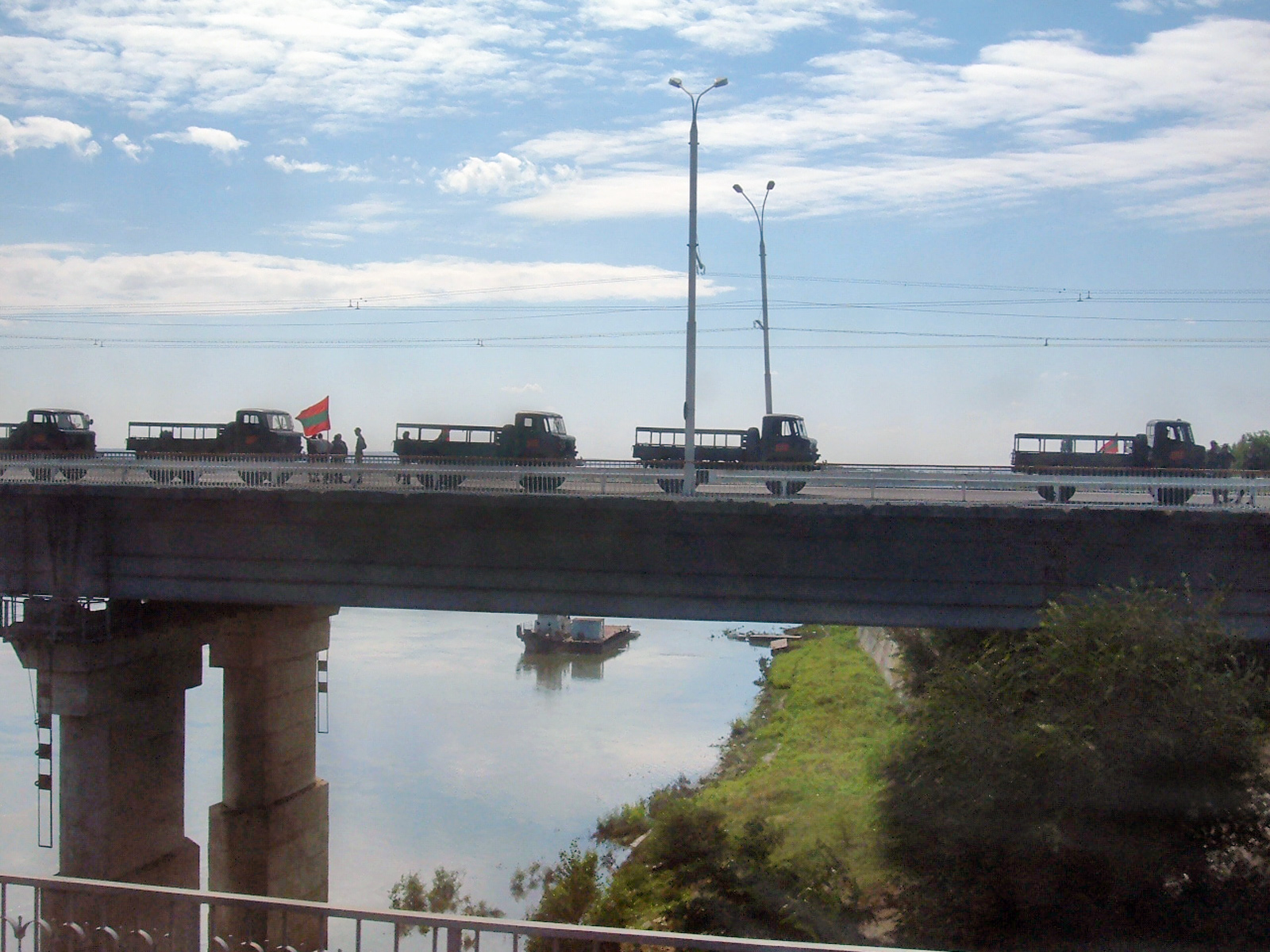
Véhicules militaires transnistriens sur le pont entre Tiraspol et Bender-Tighina. Non armés, ils ne sont là que pour bloquer la circulation civile.

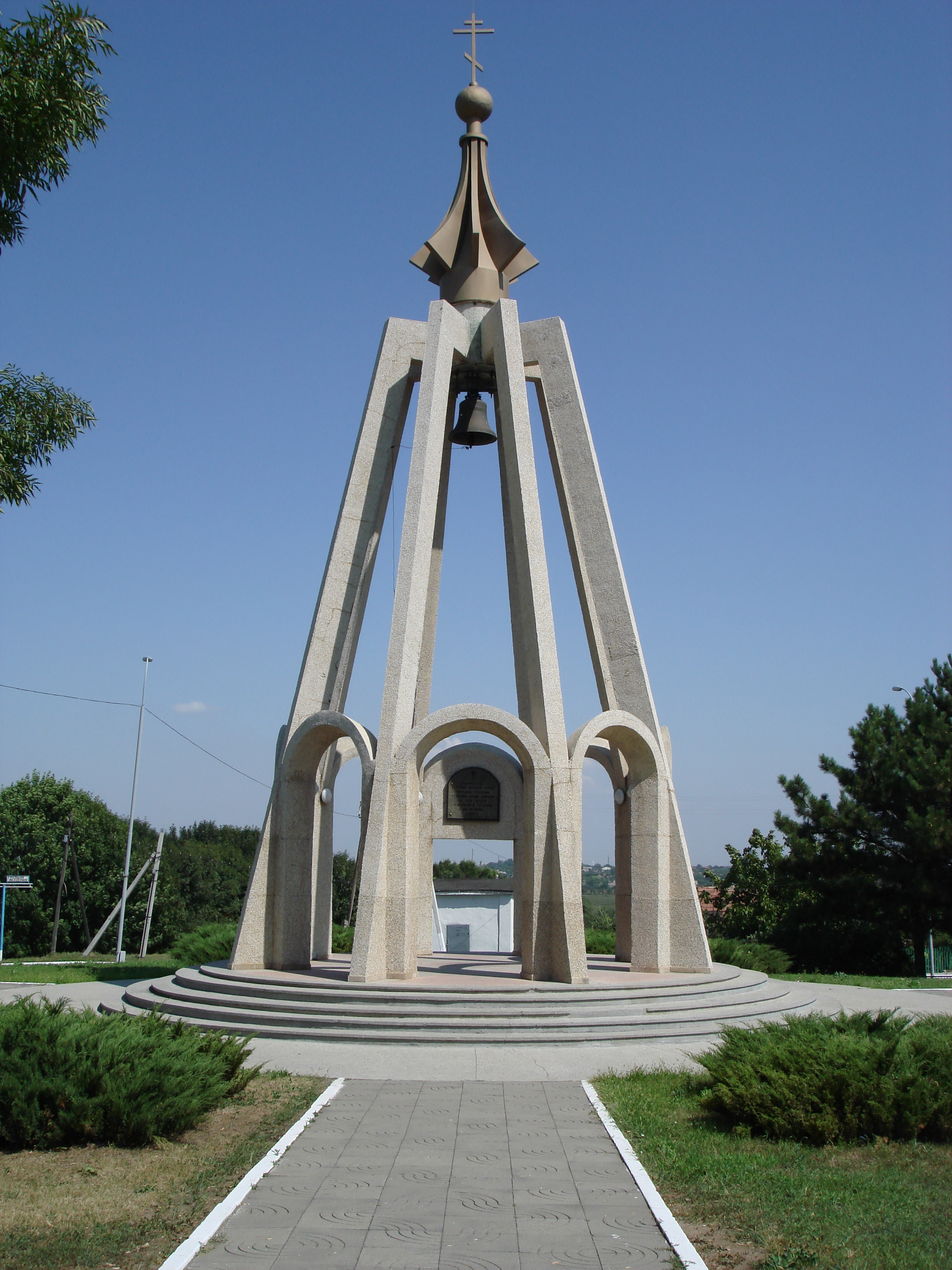
Mémorial de la bataille.

## Points de vue
Les médias transnistriens ont toujours qualifié le gouvernement moldave (même lorsqu'il était prorusse) de « nazi » et la bataille de Tighina de « nouveau Stalingrad », la Russie étant le « pays sauveur ». Du point de vue moldave, la bataille de Tighina n'est que l'un des premiers épisodes des nombreuses guerres russes pour reconstituer l'URSS. Rétrospectivement, cette bataille apparaît comme une « répétition générale » ou un « modèle » pour la guerre du Donbass en Ukraine.